# Аллен, Виола
Виола Эмили Аллен (англ. Viola Emily Allen; 27 октября 1867, Хантсвилл — 9 мая 1948, Нью-Йорк) — американская актриса театра, игравшая главные роли в постановках по мотивам произведений Шекспира. Также участвовала и в оригинальных пьесах. В период с 1885 по 1916 годы сыграла в более чем в двух десятках бродвейских постановок. Начиная с 1915 года появилась в трёх немых фильмах.

## Биография
Родилась в Хантсвилле, в штате Алабама в 1867 году (по другим данным, в 1868-м), в семье актёра Лесли Аллена (1830—1917) и Сары Лион. В возрасте трёх лет перебралась в Бостон, а позже переехала вместе со своей семьёй в Торонто, в Канаду. Получила образование в Bishop Strachan School, в то время как её братья обучались в Trinity College School в Порт-Хоуп, в Онтарио. Позже Виола училась в школе-интернате в Нью-Йорк Сити.

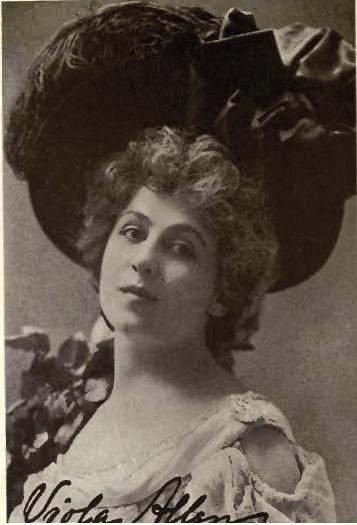
Виола Аллен

Дебют Аллен на сцене в 1882 году в возрасте 15 лет на Madison Square Theatre, когда игравшая главную роль в «Эсмиральде» Энни Расселл заболела и не смогла играть на сцене. Поскольку за кастинг отвечал сам отец Аллен, то режиссёр театра спросил его о том, сможет ли его дочь сыграть роль. Дебют Аллен привлёк внимание Джона Маккаллоха, который в 1884 году сделал её своей солисткой.
В 1884 и в 1886 годах выступала в различных постановках на произведения Шекспира. Играла вместе с самыми известными актёрами XIX века. Лучше всего её помнят по участию в «Шенандоа» (Бронсон Ховард) и «Маленький лорд Фонтлерой» (Фрэнсис Элиза Бёрнетт). С 1885 по 1916 годы участвовала в более чем двух десятках бродвейских постановках, сыграв множество персонажей в оригинальных пьесах. Играла на одной сцене с такими актёрами как, Сальвини, Лоуренс Джарретт, Джозеф Джефферсон и Ви Джей Флоренс. В 1898 году она придумала себе сценический образ Глории Куэйл в постановке «Христианка». В дальнейшем участвовала в пьесах «Маскарады», «Под красной мантией», «Во дворце короля» (1900), «Двенадцатая ночь», «Зимняя сказка», «Как вам это понравится», «Дама Ковентри» (1911) и др. Играла роли Вирджинии, Корделии, Дездемоны, Лидии Лангуиш, Долорес и Джулии.

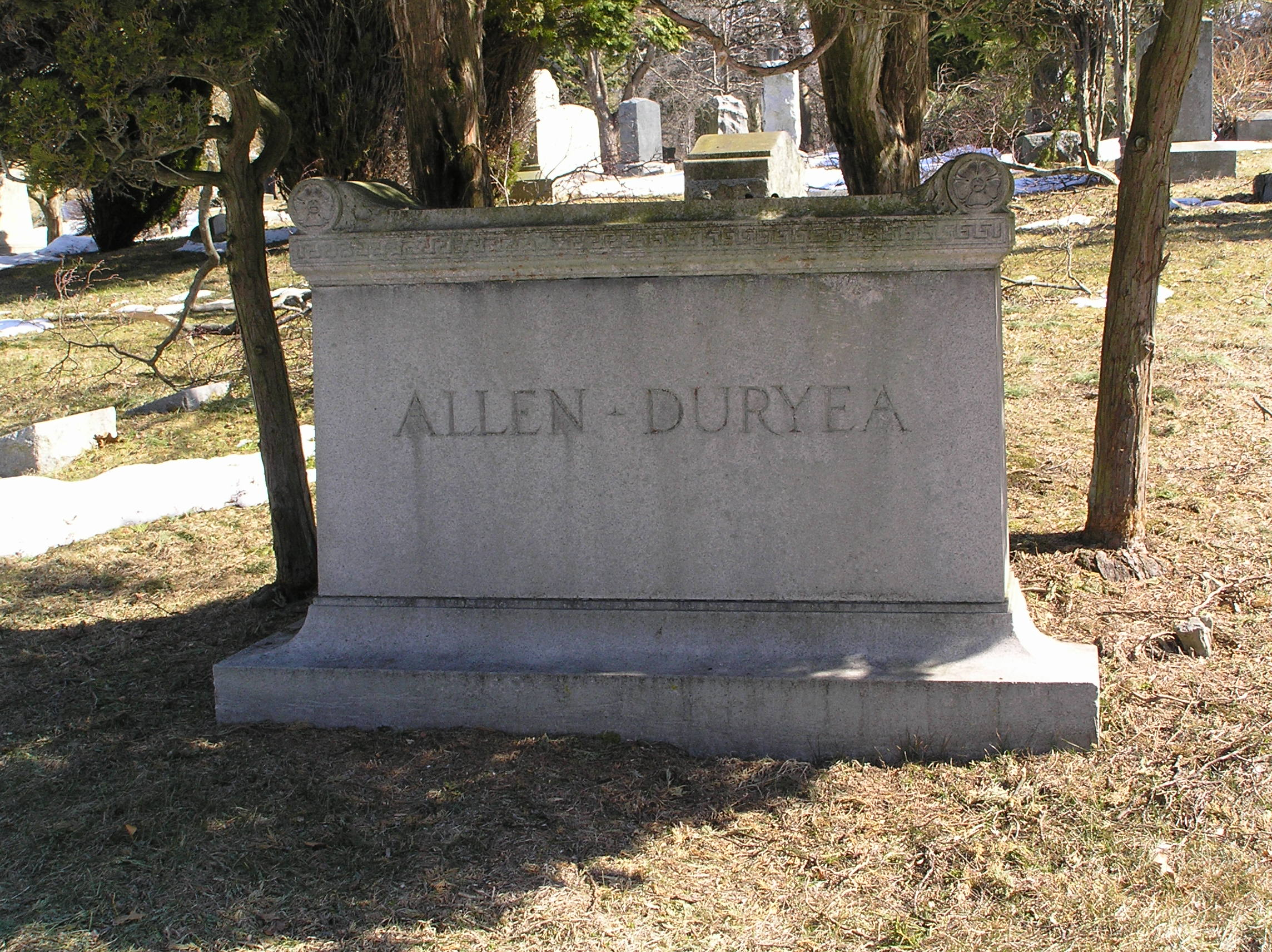
Могила Виолы Аллен

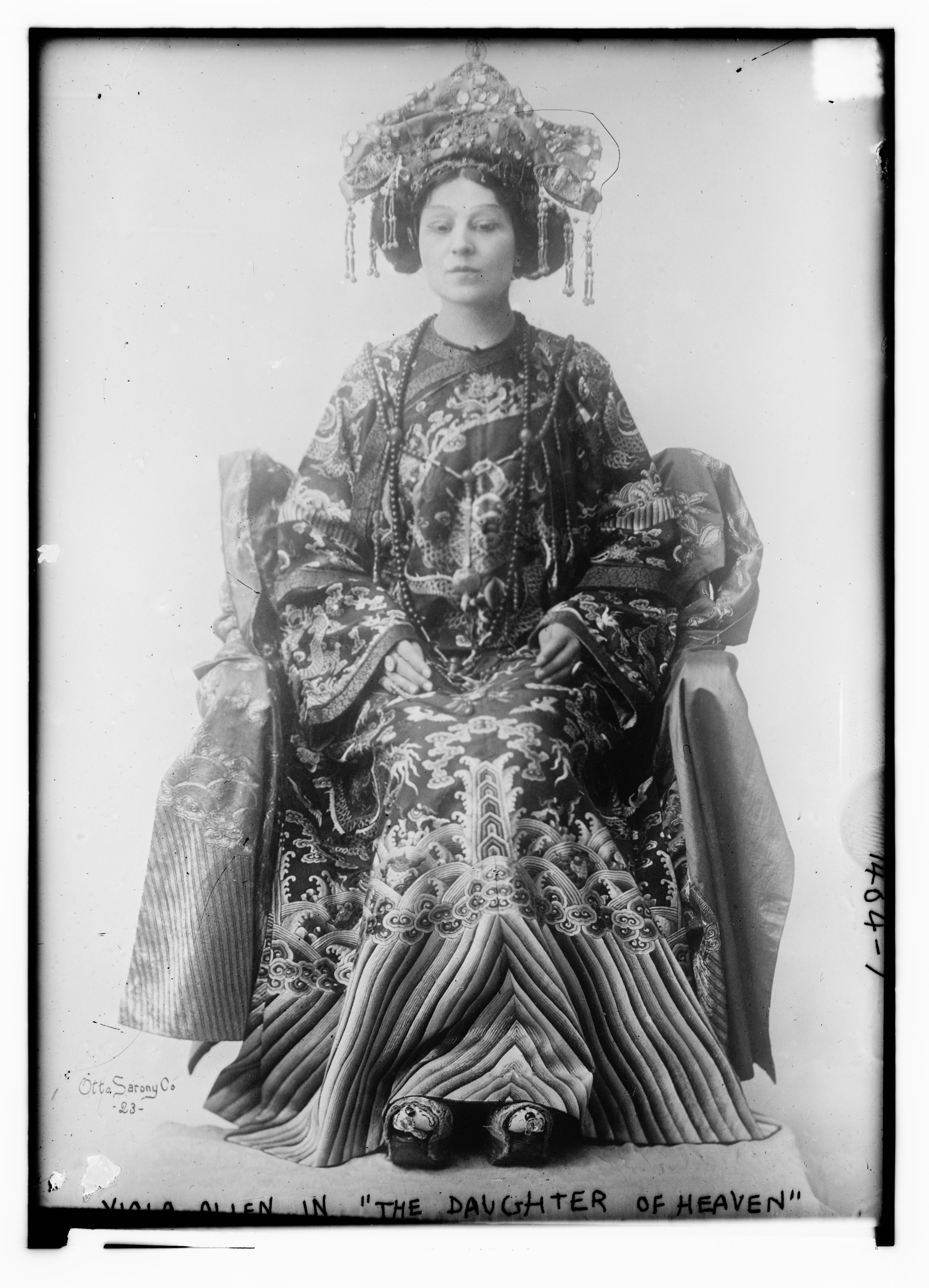
Образ Виолы Аллен в постановке «Дочь небес» Пьера Лоти и Жюдит Готье

В 1915 году Аллен начала карьеру актрисы немого кино, снявшись в фильме «Белоснежная сестра» вместе с Ричардом Траверсом. Фильм был снят кинокомпанией Essanay Studios на основе одноимённой пьесы 1909 года, ставшей прорывом для Аллен. Была замужем за Питером Дьюриа. Последнее появление на сцене состоялось в 1918 году на благотворительном концерте в поддержку войны.
Скончалась в Нью-Йорке и была похоронена на кладбище «Сонная лощина», в Слипи-Холлоу.

## Фильмография
- Весы правосудия (1914)
- Белоснежная сестра[англ.] (1915)
- Открой свои глаза (1919)